# Vrigny, Orne
Vrigny är en kommun i departementet Orne i regionen Normandie i nordvästra Frankrike. Kommunen ligger i kantonen Mortrée som tillhör arrondissementet Argentan. År 2018 hade Vrigny 375 invånare.

## Befolkningsutveckling
Antalet invånare i kommunen Vrigny
| Referens: INSEE |